# Love, American Style
Love, American Style est une série télévisée produite par Paramount Television diffusée entre le 29 septembre 1969 et le 11 janvier 1974 sur le réseau ABC.
Cette série est inédite dans tous les pays francophones.

## Synopsis
Cette série de comédie anthologique invite des célébrités pour dans un, deux, trois ou quatre épisodes.

## Distribution
Parmi les célébrités qui sont apparus le plus souvent : Stuart Margolin, Mary Grover, Barbara Minkus, William Callaway, Tracy Reed, Buzz Cooper, Lynne Marta.